# Rabennest (Darmstadt)
Das Rabennest ist ein 236,2 m ü. NHN hoher Berg im nordwestlichen Odenwald, östlich von Darmstadt.

## Beschreibung
Das Rabennest liegt in der Waldgemarkung Darmstadt und ist stark bewaldet. Nördlich des Rabennests befindet sich die Aschaffenburger Straße und die B 26 (Hanauer Straße) sowie die Museumseisenbahntrasse. Am Westrand des Berges befindet sich eine Quelle („Dietersbrunnen“). Am Ostrand befindet sich ein Jugendzentrum und das denkmalgeschützte Bessunger Forsthaus. Südöstlich des Rabennests befindet sich das Naturschutzgebiet Großer und kleiner Bruch bei Roßdorf und der Ruthsenbach mit dem „Ludwigsteich“.

## Toponyme
1. 1581: ahm Rabenbaum
2. undatiert: Hinter dem Rabenberg
3. heute: Rabennest

## Etymologie
Althochdeutsch raban und mittelhochdeutsch raben, rabe mit der Bedeutung „Rabe“.
In Südhessen werden sowohl Raben als auch Saatkrähen als „Rabe“ bezeichnet.
Im Regelfall bezieht sich der Name auf das zahlreiche Vorkommen von Raben oder Saatkrähen.
Als Rabenstein wurde in Südhessen des Öfteren der Galgen bezeichnet.
Vielleicht bezieht sich der Name Rabenbaum auch auf eine Richtstätte.